# Ekspertyza
Ekspertyza – zespół czynności badawczych przeprowadzany przez biegłego w danej dziedzinie, na zlecenie organu procesowego, zakończonych wystawieniem przez niego opinii, która może pełnić funkcję dowodu w postępowaniu. W przypadku, gdy wymagają tego okoliczności, powołuje się kilku biegłych z różnych dziedzin, którzy wspólnie przeprowadzają ekspertyzę. Jej wynikiem jest wówczas kilka odrębnych opinii, dotyczących tej samej sprawy.
Zakłada się, że wynik ekspertyzy powinien być jednoznaczny, tj. wykonane przez niezależnych biegłych ekspertyzy w danym temacie powinny doprowadzić do tego samego orzeczenia. Teza ta jest przedmiotem sporu wynikającym z założenia, że ekspertowi powinna przysługiwać autonomia badawcza, a co za tym idzie wybór metody badania, która z kolei w zależności od swojej specyfiki może być obarczona różnym prawdopodobieństwem wystąpienia błędu, różną dokładnością itp.
Dosyć często się zdarza, że z pewnych powodów instytucja zleca wykonanie ekspertyz jedna po drugiej, aż zostanie osiągnięty założony rezultat, często niezgodny z faktami. Taki stan rzeczy został ujęty w powiedzeniu Stanisława Lema mianem ekspertolizy. Klasycznym przykładem są ekspertyzy z przeszłości, wykazujące nieszkodliwość benzyn wzbogaconych o czteroetylek ołowiu.